# Velem
Velem je vas na Madžarskem, ki upravno spada pod okrožje Kőszeg Železne županije.